# Autumn Classic International
Autumn Classic International, più conosciuta semplicemente con il nome Autumn Classic, è una gara di pattinaggio di figura organizzata da Skate Canada. In alcuni anni è stata parte del circuito ISU Challenger Series. Comprende gare a livello senior e junior nei singoli, sia maschili che femminili, nella coppia e nella danza su ghiaccio.

## Risultati nella categoria senior
CS: ISU Challenger Series

### Singolo maschile
| Anno    | Luogo       | Oro                                    | Argento                                | Bronzo                                 | Dettagli                               |                                        |                                        |
| 2014 CS | Barrie      | Ross Miner                             | Nam Nguyen                             | Jeremy Ten                             | [ 1 ]                                  |                                        |                                        |
| 2015    | Barrie      | Yuzuru Hanyū                           | Nam Nguyen                             | Sean Rabbitt                           | [ 2 ]                                  |                                        |                                        |
| 2016 CS | Montreal    | Yuzuru Hanyū                           | Misha Ge                               | Max Aaron                              | [ 3 ]                                  |                                        |                                        |
| 2017 CS | Montreal    | Javier Fernandez                       | Yuzuru Hanyū                           | Keegan Messing                         | [ 4 ]                                  |                                        |                                        |
| 2018 CS | Oakville    | Yuzuru Hanyū                           | Cha Jun-hwan                           | Roman Sadovsky                         | [ 5 ]                                  |                                        |                                        |
| 2019 CS | Oakville    | Yuzuru Hanyū                           | Kevin Aymoz                            | Keegan Messing                         | [ 6 ]                                  |                                        |                                        |
| 2020 CS | Oakville    | Evento cancellato a causa del COVID-19 | Evento cancellato a causa del COVID-19 | Evento cancellato a causa del COVID-19 | Evento cancellato a causa del COVID-19 | Evento cancellato a causa del COVID-19 | Evento cancellato a causa del COVID-19 |
| 2021    | Pierrefonds | Conrad Orzel                           | Bennet Toman                           | Beres Clements                         | [ 7 ]                                  |                                        |                                        |
| 2023 CS | Montreal    | Ilia Malinin                           | Kevin Aymoz                            | Stephen Gogolev                        | [ 8 ]                                  |                                        |                                        |

### Singolo femminile
| Anno    | Luogo       | Oro                                    | Argento                                | Bronzo                                 | Dettagli                               |                                        |                                        |
| 2014 CS | Barrie      | Gabrielle Daleman                      | Angela Wang                            | Julianne Séguin                        | [ 1 ]                                  |                                        |                                        |
| 2015    | Barrie      | Elizabet Tursynbayeva                  | Haruka Imai                            | Angela Wang                            | [ 2 ]                                  |                                        |                                        |
| 2016 CS | Montreal    | Mirai Nagasu                           | Alaine Chartrand                       | Elizabet Tursynbayeva                  | [ 3 ]                                  |                                        |                                        |
| 2017 CS | Montreal    | Kaetlyn Osmond                         | Mai Mihara                             | Elizabet Tursynbayeva                  | [ 4 ]                                  |                                        |                                        |
| 2018 CS | Oakville    | Bradie Tennell                         | Evgenia Medvedeva                      | Mae Berenice Meite                     | [ 5 ]                                  |                                        |                                        |
| 2019 CS | Oakville    | Rika Kihira                            | Evgenia Medvedeva                      | Lim Eun-soo                            | [ 6 ]                                  |                                        |                                        |
| 2020 CS | Oakville    | Evento cancellato a causa del COVID-19 | Evento cancellato a causa del COVID-19 | Evento cancellato a causa del COVID-19 | Evento cancellato a causa del COVID-19 | Evento cancellato a causa del COVID-19 | Evento cancellato a causa del COVID-19 |
| 2021    | Pierrefonds | Marilena Kitromilis                    | You Young                              | Ji Seo-yeon                            | [ 7 ]                                  |                                        |                                        |
| 2023 CS | Montreal    | Kaori Sakamoto                         | Kaiya Reuter                           | Justine Miclette                       | [ 8 ]                                  |                                        |                                        |

### Coppie
| Coppie  | Coppie      | Coppie                                       | Coppie                                       | Coppie                                       | Coppie   |
| ------- | ----------- | -------------------------------------------- | -------------------------------------------- | -------------------------------------------- | -------- |
| Anno    | Luogo       | Oro                                          | Argento                                      | Bronzo                                       | Dettagli |
| 2014 CS | Barrie      | Meagan Duhamel / Eric Radford                | Haven Denney / Brandon Frazier               | Jessica Calalang / Zack Sidhu                | [ 1 ]    |
| 2015    | Barrie      | Meagan Duhamel / Eric Radford                | Marissa Castelli / Mervin Tran               | Jessica Pfund / Joshua Santillan             | [ 2 ]    |
| 2016 CS | Montreal    | Julianne Séguin / Charlie Bilodeau           | Vanessa James / Morgan Ciprès                | Marissa Castelli / Mervin Tran               | [ 3 ]    |
| 2017 CS | Montreal    | Vanessa James / Morgan Ciprès                | Meagan Duhamel / Eric Radford                | Julianne Séguin / Charlie Bilodeau           | [ 4 ]    |
| 2018 CS | Oakville    | Vanessa James / Morgan Ciprès                | Kristen Moore-Towers / Michael Marinaro      | Haven Denney / Brandon Frazier               | [ 5 ]    |
| 2019 CS | Oakville    | La competizione delle coppie non si è svolta | La competizione delle coppie non si è svolta | La competizione delle coppie non si è svolta | [ 6 ]    |
| 2020 CS | Oakville    | Evento cancellato a causa del COVID-19       | Evento cancellato a causa del COVID-19       | Evento cancellato a causa del COVID-19       |          |
| 2021 CS | Pierrefonds | Riku Miura / Ryūichi Kihara                  | Vanessa James / Eric Radford                 | Ashley Cain-Gribble / Timothy LeDuc          | [ 7 ]    |
| 2023 CS | Montreal    | Deanna Stellato-Dudek / Maxime Deschamps     | Riku Miura / Ryūichi Kihara                  | Emmanuelle Proft / Nicolas Nadeau            | [ 8 ]    |

### Danza su ghiaccio
| Anno    | Luogo       | Oro                                     | Argento                                | Bronzo                                       | Dettagli                               |                                        |                                        |
| 2014 CS | Barrie      | Gabriella Papadakis / Guillaume Cizeron | Piper Gilles / Paul Poirier            | Laurence Fournier Beaudry / Nikolaj Sørensen | [ 1 ]                                  |                                        |                                        |
| 2015    | Barrie      | Nicole Orford / Asher Hill              | Andréanne Poulin / Marc-André Servant  | Karina Manta / Joseph Johnson                | [ 2 ]                                  |                                        |                                        |
| 2016 CS | Montreal    | Tessa Virtue / Scott Moir               | Kaitlin Hawayek / Jean-Luc Baker       | Laurence Fournier Beaudry / Nikolaj Sørensen | [ 3 ]                                  |                                        |                                        |
| 2017 CS | Montreal    | Tessa Virtue / Scott Moir               | Kaitlyn Weaver / Andrew Poje           | Piper Gilles / Paul Poirier                  | [ 4 ]                                  |                                        |                                        |
| 2018 CS | Oakville    | Kaitlyn Weaver / Andrew Poje            | Olivia Smart / Adrian Diaz             | Carolane Soucisse / Shane Firus              | [ 5 ]                                  |                                        |                                        |
| 2019 CS | Oakville    | Piper Gilles / Paul Poirier             | Lilah Fear / Lewis Gibson              | Marie-Jade Lauriault / Romain Le Gac         | [ 6 ]                                  |                                        |                                        |
| 2020 CS | Oakville    | Evento cancellato a causa del COVID-19  | Evento cancellato a causa del COVID-19 | Evento cancellato a causa del COVID-19       | Evento cancellato a causa del COVID-19 | Evento cancellato a causa del COVID-19 | Evento cancellato a causa del COVID-19 |
| 2021    | Pierrefonds | Piper Gilles / Paul Poirier             | Olivia Smart / Adrian Diaz             | Caroline Green / Michael Parsons             | [ 7 ]                                  |                                        |                                        |
| 2023 CS | Montreal    | Eva Pate / Logan Bye                    | Evgeniia Lopareva / Geoffrey Brissaud  | Hannah Lim / Ye Quan                         | [ 8 ]                                  |                                        |                                        |

### Record
- Nel 2017 Yuzuru Hanyū ha stabilito il record del mondo nel programma corto maschile con 112.72. Il record non è stato superato da nessuno e, nel momento in cui l'ISU ha modificato il codice di punteggi, al termine della stagione 2017-18, è stato fissato come record del mondo storico.[9]
- Nel 2018 Vanessa James / Morgan Ciprès hanno stabilito il record del mondo nel programma corto delle coppie con 73.81 punti. Il record è stato superato da loro stessi un mese più tardi a Skate Canada.[10]
- Nel 2018 Vanessa James / Morgan Ciprès hanno stabilito il record del mondo nel programma libero delle coppie con 136.40 punti. Il record è stato superato da loro stessi un mese più tardi a Skate Canada.[11]
- Nel 2018 Vanessa James / Morgan Ciprès hanno stabilito il record del mondo nel punteggio totale delle coppie con 210.21 punti. Il record è stato superato da loro stessi un mese più tardi a Skate Canada.[12]
- Nel 2018 Kaitlyn Weaver / Andrew Poje hanno stabilito il record del mondo nella danza libera con 120.74 punti. Il record è stato superato da Aleksandra Stepanova / Ivan Bukin due settimane più tardi al Finlandia Trophy.[13]

## Risultati nella categoria junior

### Singolo maschile
| Junior Uomini | Junior Uomini | Junior Uomini         | Junior Uomini             | Junior Uomini     | Junior Uomini |
| ------------- | ------------- | --------------------- | ------------------------- | ----------------- | ------------- |
| Anno          | Luogo         | Oro                   | Argento                   | Bronzo            | Dettagli      |
| 2015          | Barrie        | Cha Jun-hwan          | Joseph Phan               | Hugh Brabyn-Jones | [ 2 ]         |
| 2016          | Montreal      | Edrian Paul Celestino | Mark Gorodnisky           | Iliya Kovler      | [ 3 ]         |
| 2017          | Montreal      | Eric Liu              | Beresford Louise Clements | Iliya Kovler      | [ 4 ]         |

### Singolo femminile
| Junior Donne | Junior Donne | Junior Donne     | Junior Donne    | Junior Donne     | Junior Donne |
| ------------ | ------------ | ---------------- | --------------- | ---------------- | ------------ |
| Anno         | Luogo        | Oro              | Argento         | Bronzo           | Dettagli     |
| 2015         | Barrie       | Amanda Stan      | Alicia Pineault | McKenna Colthorp | [ 2 ]        |
| 2016         | Montreal     | Aurora Cotop     | Olivia Gran     | Sohyun An        | [ 3 ]        |
| 2017         | Montreal     | Julie Froetscher | Su Been Jeon    | Hannah Dawson    | [ 4 ]        |